# FK Sevojno
Sevojno Užice (serbisch-kyrillisch Севојно) war ein serbischer Fußballklub aus Sevojno, einem Ortsteil von Užice.

## Geschichte
Gegründet wurde der Klub 1950 und gespielt wurde im Sevojno-Stadion, das 2.000 Zuschauern Platz bot. Der Klub stieg zum ersten Mal in der Saison 2006/07 in die zweite Liga Serbiens auf. In der Saison 2008/09 erreichte der Klub überraschend das Finale des nationalen Pokals, nachdem er im Halbfinale den Favoriten Roter Stern Belgrad mit 2:1 besiegte.
Am 24. Juni 2010 kam es zu einem Merger mit dem Drittliga-Verein Sloboda Užice aus derselben Stadt, zunächst mit dem Namen Sloboda Point Sevojno. Dieser spielte, nachdem Sevojno in der Saison 2009/10 mit dem zweiten Platz den Aufstieg geschafft hatte, in der Saison 2010/11 in der serbischen SuperLiga. Seit der Saison 2011/2012 heißt der vereinigte Verein wieder Sloboda Užice.